# 津田山駅

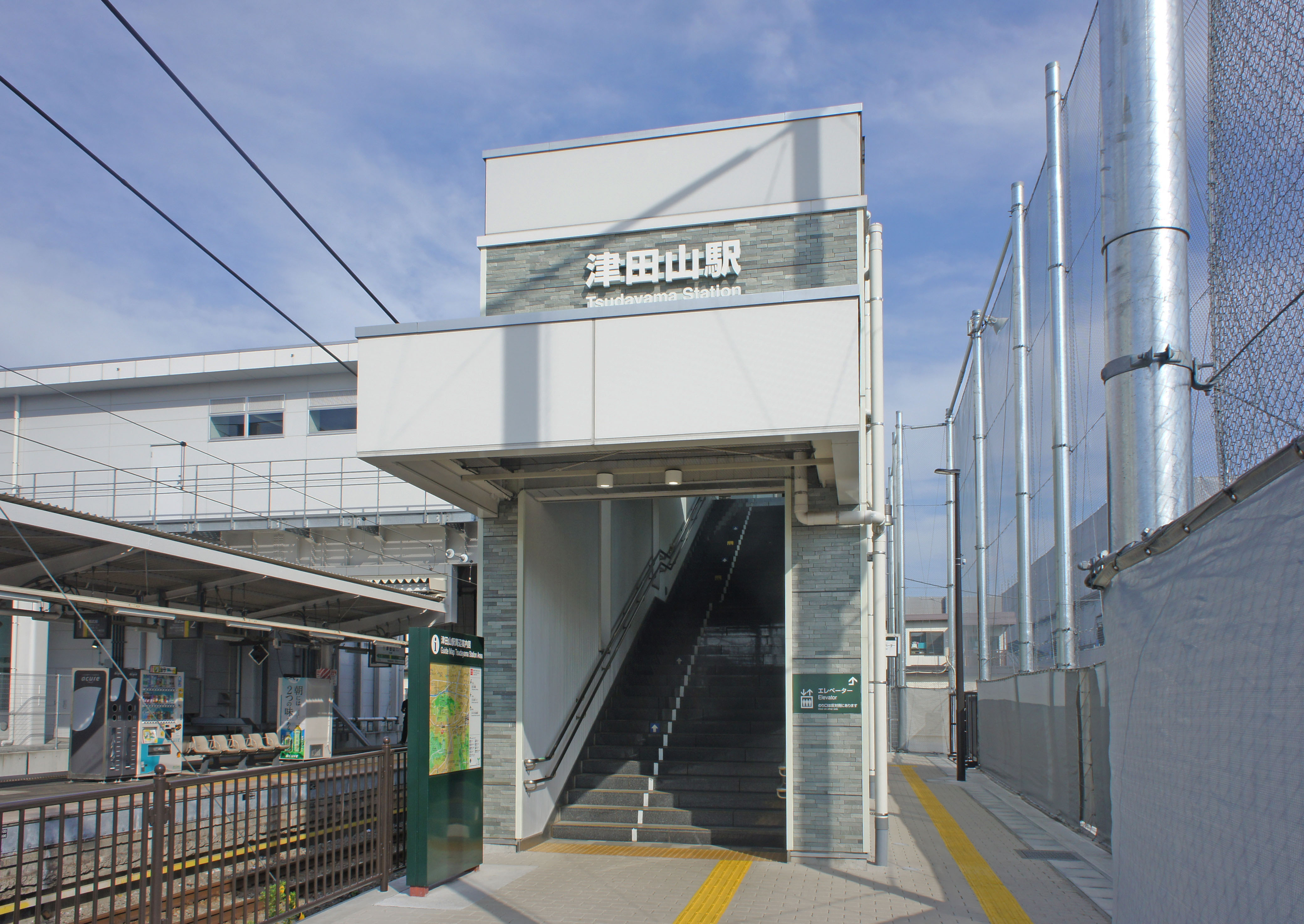
南口（2022年8月）

津田山駅（つだやまえき）は、神奈川県川崎市高津区下作延六丁目にある、東日本旅客鉄道（JR東日本）南武線の駅である。駅番号はJN 11。

## 歴史
- 1941年（昭和16年）2月5日：南武鉄道の日本ヒューム管前停留場として開業[1]。
- 1943年（昭和18年）4月9日：駅に昇格。
- 1944年（昭和19年）4月1日：南武鉄道線が国有化[1]。運輸通信省南武線の津田山駅となる[1]。
- 1972年（昭和47年）3月5日：貨物取扱廃止。
- 1987年（昭和62年）4月1日：国鉄分割民営化に伴い、東日本旅客鉄道（JR東日本）の駅となる[1]。
- 1993年（平成5年）12月10日：自動改札機を設置[3]。
- 2001年（平成13年）11月18日：ICカード「Suica」の利用が可能となる。
- 2007年（平成19年）6月22日：みどりの窓口の営業を終了。
- 2016年（平成28年）6月16日：川崎市とJR東日本が、駅の橋上駅舎化と自由通路設置についての協定を締結[4]。
- 2017年（平成29年）3月17日：橋上駅舎化工事着工[5]。
- 2019年（令和元年）6月8日：橋上駅舎北口供用開始[6]。
- 2020年（令和2年）5月22日：橋上駅舎南口および自由通路が供用開始[7]。南口に仮設通路が使用開始[7]。
- 2024年（令和6年）8月8日：スマートホームドアの使用を開始[8]。

### 駅名の由来
「津田山」とは当駅の東にある七面山の別名であるが、これは当地の宅地開発事業を行った玉川電気鉄道（当時）社長の津田興二が名付けたものである（久地#歴史を参照）。

## 駅構造
島式ホーム1面2線を持つ地上駅で橋上駅舎を備える。
川崎統括センター（武蔵溝ノ口駅）管理の業務委託駅（JR東日本ステーションサービス委託）となっている。お客さまサポートコールシステムが導入されており、一部時間帯は遠隔対応（インターホン対応は武蔵溝ノ口駅が行う）のため改札係員は不在となり、一部の自動券売機（多機能券売機を含む）のみが稼働する。
ホームの上屋がホーム長に比較して短く、神奈川県鉄道輸送力増強促進会議（県知事・県内全市町村長・商工会議所会頭・商工連合会会頭などが構成メンバー）は延長をJRに要望している。これに対してJR側は2014年の時点で、計画中の橋上駅化に合わせて整備を行うと回答している。
それから2年後の2016年6月16日に、川崎市とJR東日本が、当駅の橋上駅舎化と自由通路設置についての協定を締結した。その後、2017年3月17日に着工し、2019年6月8日に北口が供用開始した。2020年5月22日には南口および自由通路が供用開始し、南口には仮設通路が使用開始された。

### のりば
| 番線 | 路線   | 方向 | 行先                           |
| ---- | ------ | ---- | ------------------------------ |
| 1    | 南武線 | 上り | 武蔵溝ノ口・武蔵小杉・川崎方面 |
| 2    | 南武線 | 下り | 登戸・府中本町・立川方面       |

（出典：JR東日本:駅構内図）

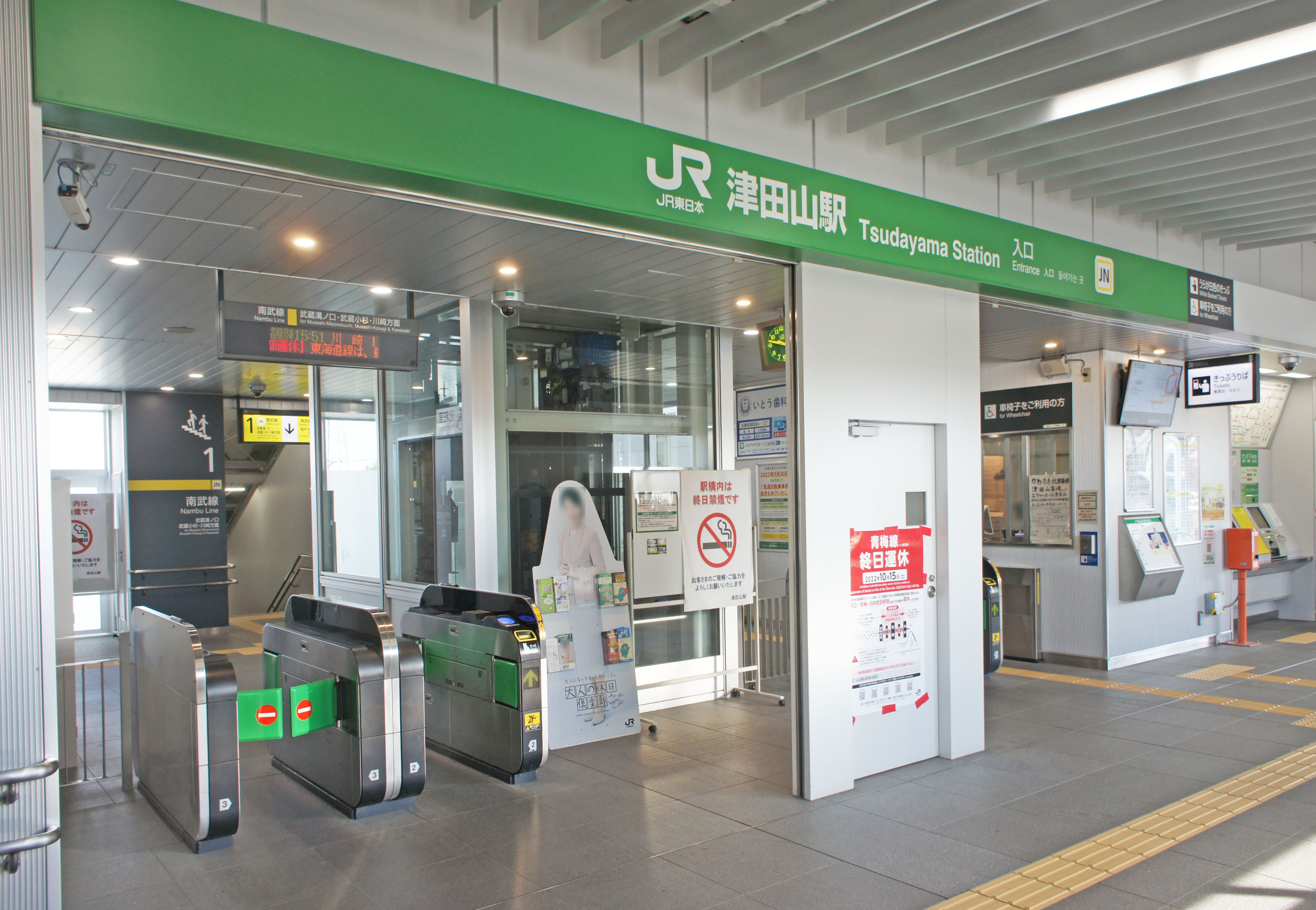
改札口（2022年8月）
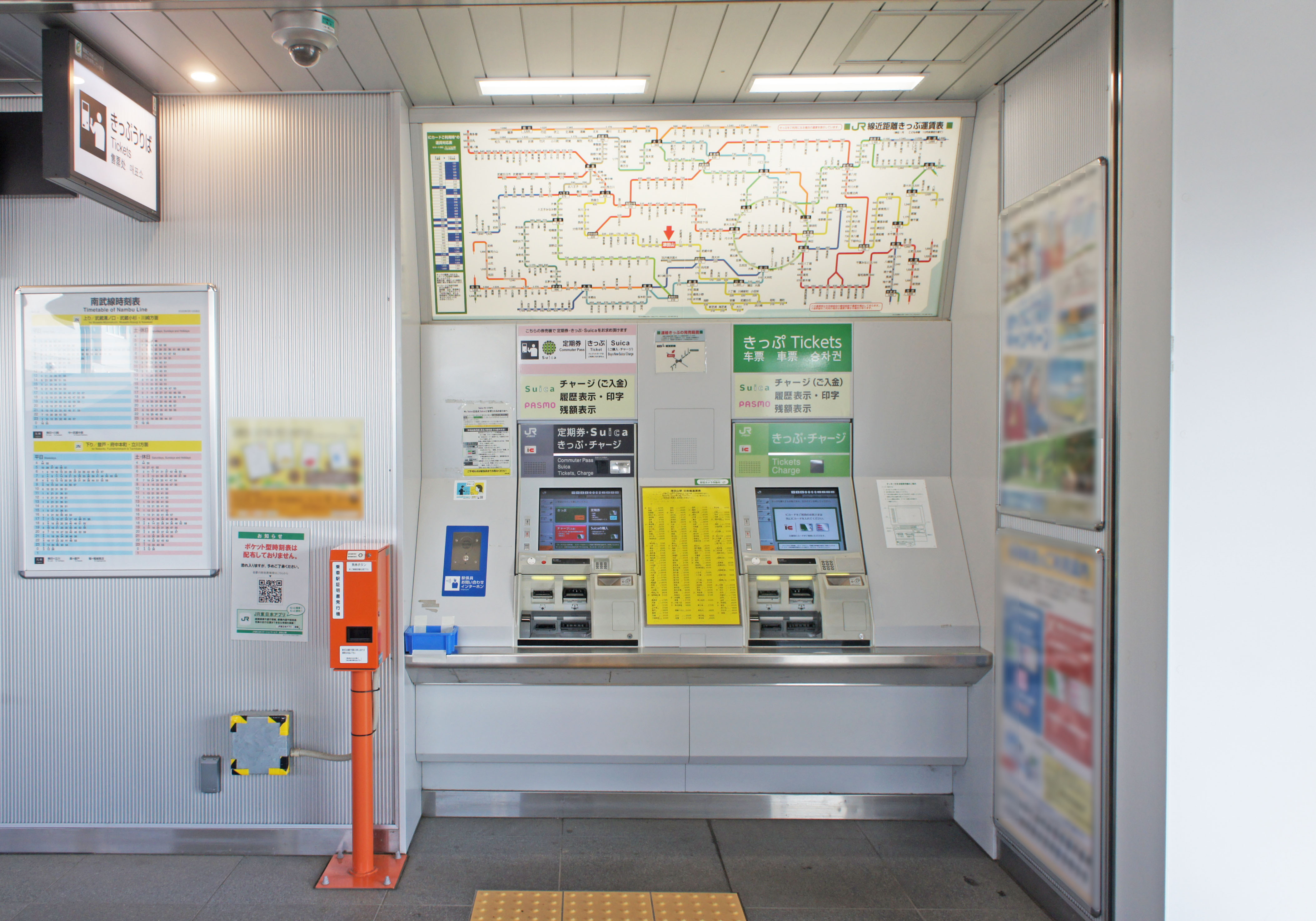
自動券売機（2022年8月）
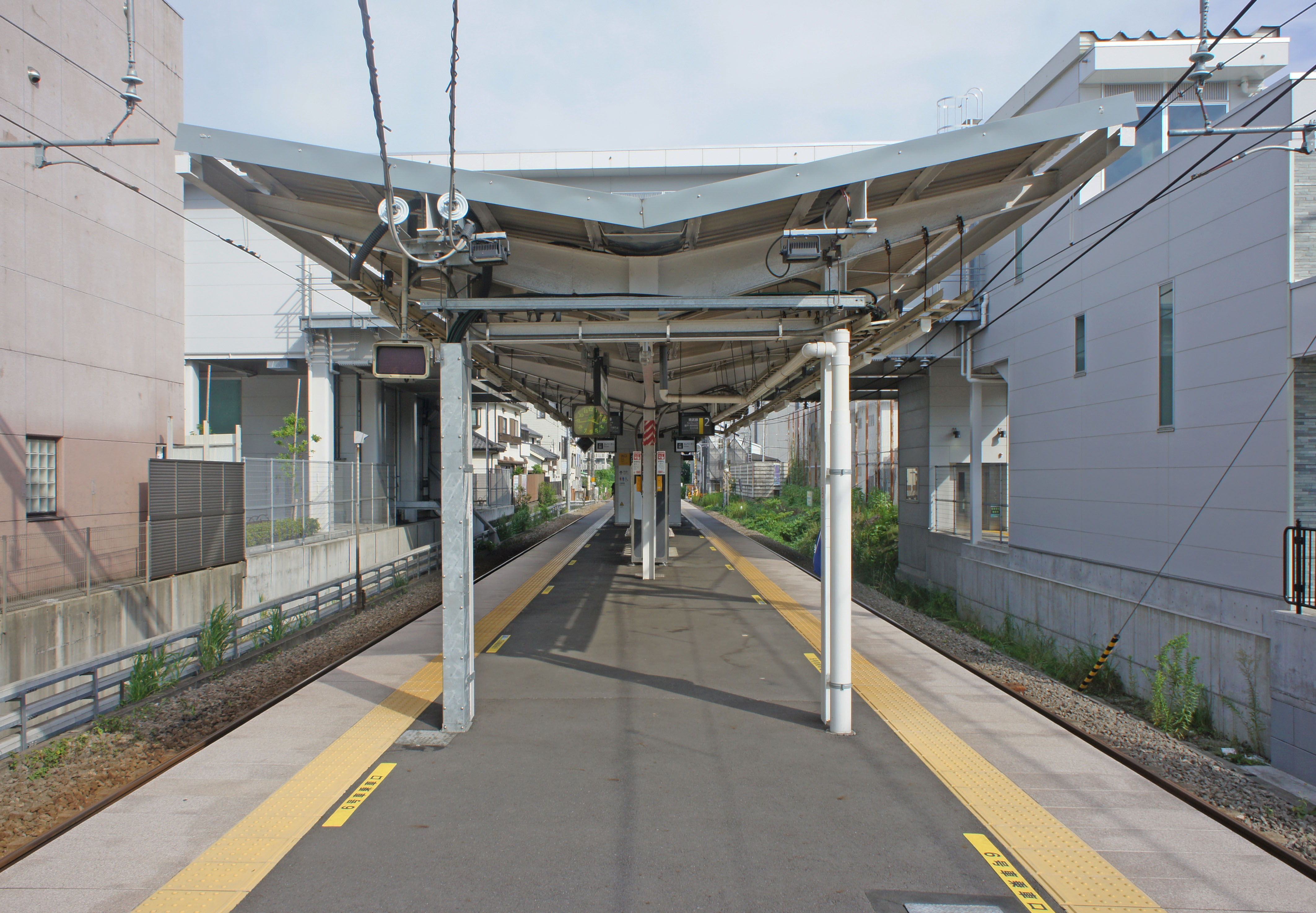
ホーム（2022年8月）
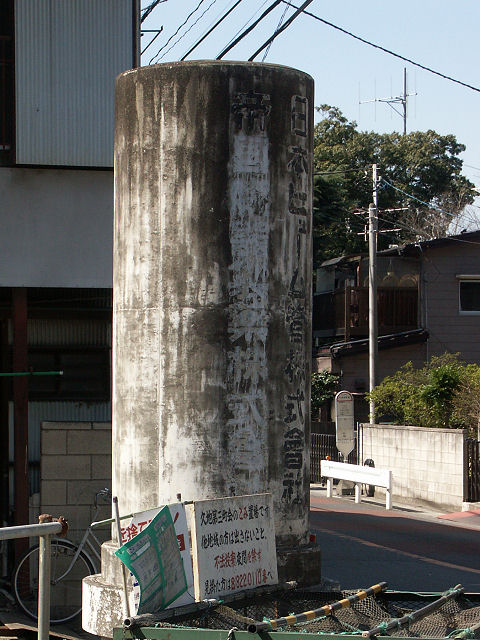
「日本ヒューム管」「帝国臓器製薬」への入口を示すヒューム管製の道標が府中街道沿いに建っていた。（2006年3月）
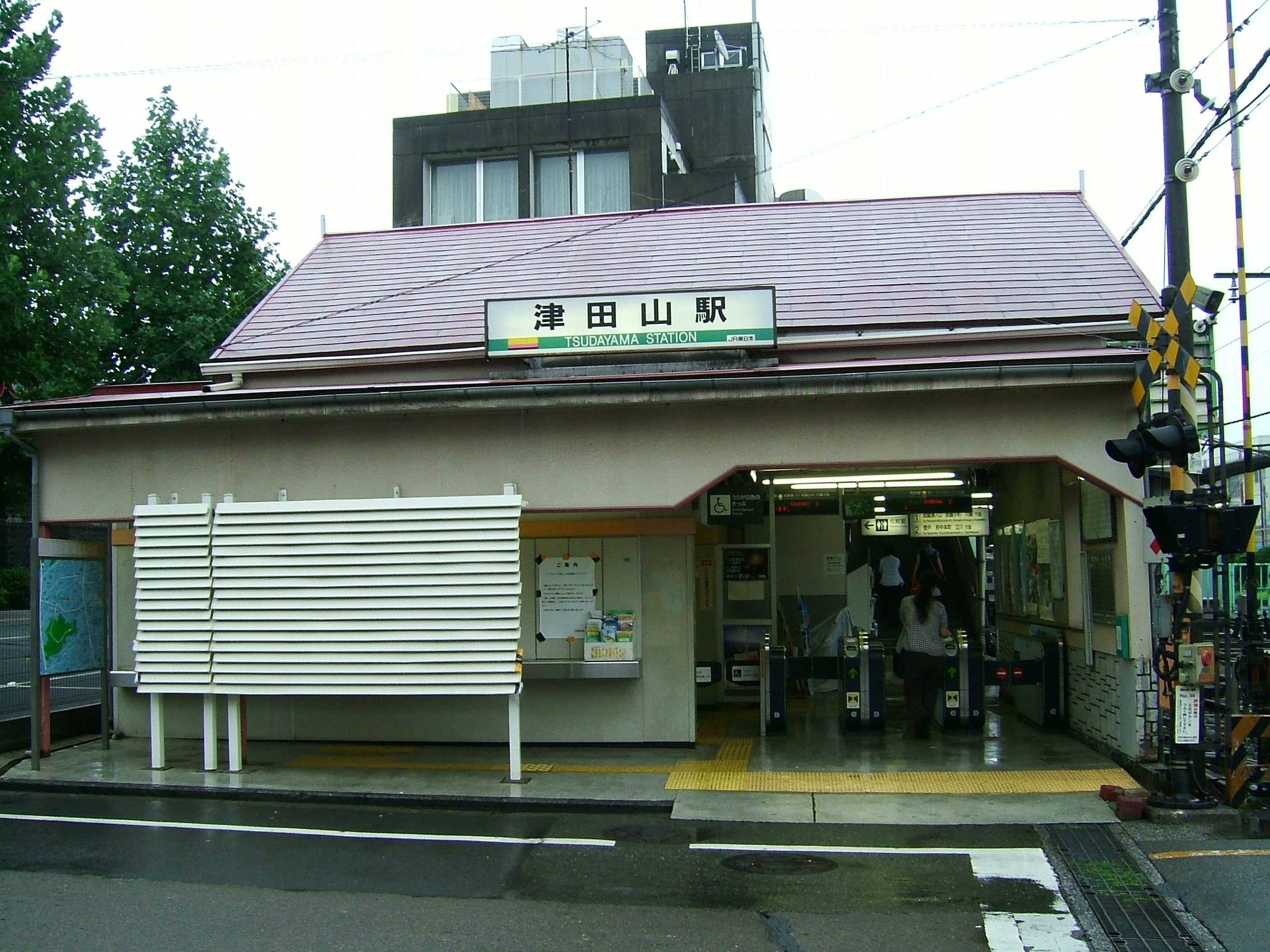
旧駅舎（2008年8月）

## 利用状況
2023年度（令和5年度）の1日平均乗車人員は3,706人であり、南武線の本線の26駅の中では最も少ない。しかし、緑ヶ丘霊園の最寄駅であることから、彼岸および花見の期間は利用者が増える。
1995年度（平成7年度）以降の推移は下記の通り。
| 年度               | 1日平均 乗車人員 | 出典     |
| ------------------ | ---------------- | -------- |
| 1995年（平成07年） | 3,346            | [ * 1 ]  |
| 1996年（平成08年） | 3,395            |          |
| 1997年（平成09年） | 3,321            |          |
| 1998年（平成10年） | 3,155            | [ * 2 ]  |
| 1999年（平成11年） | 3,054            | [ * 3 ]  |
| 2000年（平成12年） | 3,026            | [ * 3 ]  |
| 2001年（平成13年） | 3,085            | [ * 4 ]  |
| 2002年（平成14年） | 3,077            | [ * 5 ]  |
| 2003年（平成15年） | 3,361            | [ * 6 ]  |
| 2004年（平成16年） | 3,435            | [ * 7 ]  |
| 2005年（平成17年） | 3,572            | [ * 8 ]  |
| 2006年（平成18年） | 3,668            | [ * 9 ]  |
| 2007年（平成19年） | 3,715            | [ * 10 ] |
| 2008年（平成20年） | 3,694            | [ * 11 ] |
| 2009年（平成21年） | 3,635            | [ * 12 ] |
| 2010年（平成22年） | 3,611            | [ * 13 ] |
| 2011年（平成23年） | 3,559            | [ * 14 ] |
| 2012年（平成24年） | 3,627            | [ * 15 ] |
| 2013年（平成25年） | 3,695            | [ * 16 ] |
| 2014年（平成26年） | 3,723            | [ * 17 ] |
| 2015年（平成27年） | 3,786            | [ * 18 ] |
| 2016年（平成28年） | 3,771            | [ * 19 ] |
| 2017年（平成29年） | 3,865            |          |
| 2018年（平成30年） | 3,821            |          |
| 2019年（令和元年） | 3,820            |          |
| 2020年（令和02年） | 2,956            |          |
| 2021年（令和03年） | 3,173            |          |
| 2022年（令和04年） | 3,403            |          |
| 2023年（令和05年） | 3,706            |          |

## 駅周辺
開業時の駅名にある「日本ヒューム管」は、1940年に鶴見より移転してきた日本ヒューム管株式会社（現在の日本ヒューム株式会社）川崎工場のことである。同工場では下水道などに用いられるヒューム管などを製造しており、製品輸送用に当駅分岐の専用線も敷設されていた。既に工場は閉鎖されており、跡地東側は川崎市立下作延小学校、西側は同社川崎営業所および「スノーヴァ溝の口R246」（全季節対応屋内スキー場）、マックスバリュ（食品スーパー）、川崎市子ども夢パークとなっている。
駅周辺には墓石や供花など霊園関連の店が多い。喪服の利用者の乗降も目立つ。
- 川崎市営緑ヶ丘霊園
- 川崎市立下作延小学校
  - 駅構内と隣接しており、至近である。
- 川崎市子ども夢パーク
- スノーヴァ溝の口R246（屋内スノーボード・スキー施設）
- 平瀬川
- 県立東高根森林公園
  - 緑ヶ丘霊園のさらに奥、隣の久地駅が最寄り。
- 南武沿線道路
- マックスバリュ津田山店
- かわさき北部斎苑（旧川崎市立葬斎場）（駅北西）
- 三菱自動車津田山オートスクエア（研修所施設）（葬斎場の西）
- 川崎上作延郵便局

## 隣の駅
東日本旅客鉄道（JR東日本）
 南武線
■快速
通過
■各駅停車
武蔵溝ノ口駅 (JN 10) - 津田山駅 (JN 11) - 久地駅 (JN 12)

### 記事本文
1. 1 2 3 4 5  曽根悟（監修） 著、朝日新聞出版分冊百科編集部 編『週刊 歴史でめぐる鉄道全路線 国鉄・JR』 38号 青梅線・鶴見線・南武線・五日市線、朝日新聞出版〈週刊朝日百科〉、2010年4月11日、20-21頁。
2. 1 2  “駅の情報（津田山駅）：JR東日本”.   東日本旅客鉄道. 2023年10月23日時点のオリジナルよりアーカイブ。2023年10月23日閲覧。
3. ↑  「JR年表」『JR気動車客車編成表 '94年版』ジェー・アール・アール、1994年7月1日、187頁。ISBN 4-88283-115-5。
4. 1 2  『南武線津田山駅自由通路新設及び橋上駅舎に係る工事の施行に関する協定を締結しました』（PDF）（プレスリリース）川崎市／東日本旅客鉄道横浜支社、2016年6月16日。オリジナルの2020年5月23日時点におけるアーカイブ。2020年5月23日閲覧。
5. ↑  “津田山駅を橋上駅舎化、自由通路新設”. 交通新聞 (交通新聞社). (2017年3月23日)
6. 1 2  『南武線津田山駅北口一部及び中野島駅臨時改札口の使用開始日が決まりました!』（PDF）（プレスリリース）川崎市／東日本旅客鉄道横浜支社、2019年5月22日。オリジナルの2019年6月8日時点におけるアーカイブ。2019年9月8日閲覧。
7. 1 2 3  『JR南武線津田山駅の自由通路が開通します ～南口側からのアクセスが可能に～』（PDF）（プレスリリース）川崎市、2020年5月14日。オリジナルの2020年9月22日時点におけるアーカイブ。2020年9月22日閲覧。
8. ↑  『2024年度のホームドア整備計画について』（PDF）（プレスリリース）東日本旅客鉄道、2024年3月12日。オリジナルの2024年3月12日時点におけるアーカイブ。2024年3月12日閲覧。
9. ↑  内田宗治. “超異例「国が名付けた人名由来の駅」川崎に 私鉄由来の駅には数あれど…その人物とは？”.   乗りものニュース. 2021年8月9日閲覧。
10. ↑  “東日本ユニオンNo.124号”. JR 東日本労働組合横浜地方本部. (2015年12月6日) 2016年3月13日閲覧。 {{cite news}}: |date=の日付が不正です。 (説明)⚠
11. ↑  多機能券売機設置マップビューカードホームページ（2015年6月閲覧） (PDF)
12. ↑  神奈川県ウェブサイト神奈川県鉄道輸送力増強促進会議における南武線・鶴見線の要望に対する回答として記載（2015年3月31日更新、2015年8月29日閲覧）
13. ↑  今年度中に着工へタウンニュース（2016年6月閲覧）
14. ↑  南武線の津田山駅が橋上駅に…2020年春ごろ完成目指す（鉄道レスポンス）2017年3月8日閲覧。
15. ↑  神奈川県県勢要覧 - 神奈川県
16. ↑  川崎市統計書 - 川崎市

### 利用状況
JR東日本の2000年度以降の乗車人員
1. ↑  各駅の乗車人員（2000年度） - JR東日本
2. ↑  各駅の乗車人員（2001年度） - JR東日本
3. ↑  各駅の乗車人員（2002年度） - JR東日本
4. ↑  各駅の乗車人員（2003年度） - JR東日本
5. ↑  各駅の乗車人員（2004年度） - JR東日本
6. ↑  各駅の乗車人員（2005年度） - JR東日本
7. ↑  各駅の乗車人員（2006年度） - JR東日本
8. ↑  各駅の乗車人員（2007年度） - JR東日本
9. ↑  各駅の乗車人員（2008年度） - JR東日本
10. ↑  各駅の乗車人員（2009年度） - JR東日本
11. ↑  各駅の乗車人員（2010年度） - JR東日本
12. ↑  各駅の乗車人員（2011年度） - JR東日本
13. ↑  各駅の乗車人員（2012年度） - JR東日本
14. ↑  各駅の乗車人員（2013年度） - JR東日本
15. ↑  各駅の乗車人員（2014年度） - JR東日本
16. ↑  各駅の乗車人員（2015年度） - JR東日本
17. ↑  各駅の乗車人員（2016年度） - JR東日本
18. ↑  各駅の乗車人員（2017年度） - JR東日本
19. ↑  各駅の乗車人員（2018年度） - JR東日本
20. ↑  各駅の乗車人員（2019年度） - JR東日本
21. ↑  各駅の乗車人員（2020年度） - JR東日本
22. ↑  各駅の乗車人員（2021年度） - JR東日本
23. ↑  各駅の乗車人員（2022年度） - JR東日本
24. ↑  各駅の乗車人員（2023年度） - JR東日本

神奈川県県勢要覧
1. ↑  線区別駅別乗車人員（1日平均）の推移 (PDF)  - 19ページ
2. ↑  神奈川県県勢要覧（平成12年度） - 221ページ
3. 1 2  神奈川県県勢要覧（平成13年度） (PDF)  - 223ページ
4. ↑  神奈川県県勢要覧（平成14年度） (PDF)  - 221ページ
5. ↑  神奈川県県勢要覧（平成15年度） (PDF)  - 221ページ
6. ↑  神奈川県県勢要覧（平成16年度） (PDF)  - 221ページ
7. ↑  神奈川県県勢要覧（平成17年度） (PDF)  - 223ページ
8. ↑  神奈川県県勢要覧（平成18年度） (PDF)  - 223ページ
9. ↑  神奈川県県勢要覧（平成19年度） (PDF)  - 225ページ
10. ↑  神奈川県県勢要覧（平成20年度） (PDF)  - 229ページ
11. ↑  神奈川県県勢要覧（平成21年度） (PDF)  - 239ページ
12. ↑  神奈川県県勢要覧（平成22年度） (PDF)  - 237ページ
13. ↑  神奈川県県勢要覧（平成23年度） (PDF)  - 237ページ
14. ↑  神奈川県県勢要覧（平成24年度） (PDF)  - 233ページ
15. ↑  神奈川県県勢要覧（平成25年度） (PDF)  - 235ページ
16. ↑  神奈川県県勢要覧（平成26年度） (PDF)  - 237ページ
17. ↑  神奈川県県勢要覧（平成27年度） (PDF)  - 237ページ
18. ↑  神奈川県県勢要覧（平成28年度） (PDF)  - 245ページ
19. ↑  神奈川県県勢要覧（平成29年度） (PDF)  - 237ページ